# Неотриния блестящая
Неотриния блестящая (лат. Neotrinia splendens) — вид травянистых растений рода Неотриния (Neotrinia) семейства Злаки (Poaceae).

## Ботаническое описание

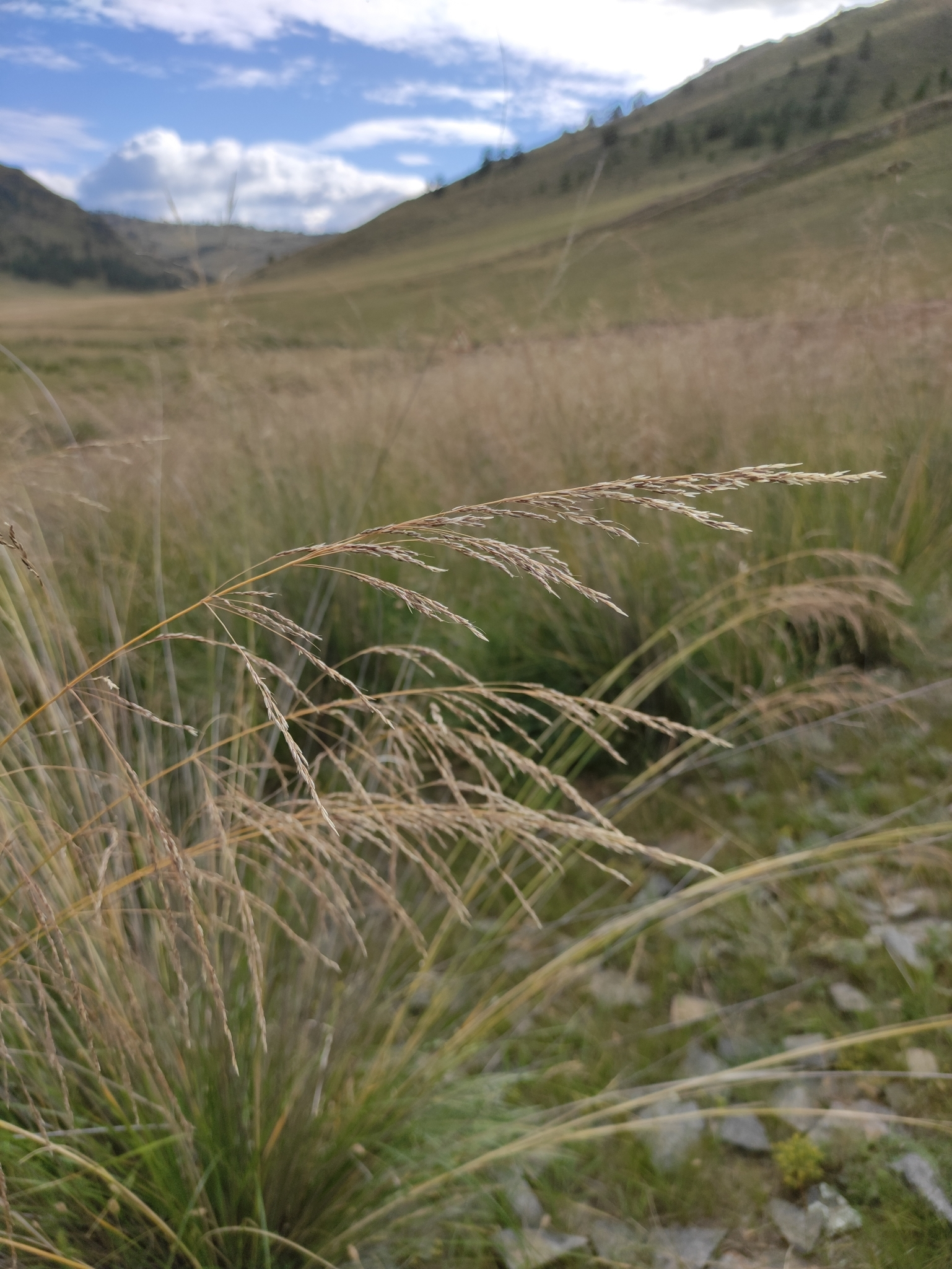
Соцветия

Корни мочковатые. Стебли многочисленные, скученные в плотную кочку, прямые, очень крепкие, гладкие и серовато-зелёные, 0,5—2 м высотой и 2—5 мм толщиной, при основании окруженные серовато-бурыми или соломенного цвета лоснящимися остатками листовых влагалищ. Листья серовато-зелёные, жёсткие, обыкновенно трубчато-свёрнутые и тогда 1—1,5 мм шириной, редко некоторые почти плоские 3—5 мм шириной, у невысоких экземпляров почти равны стеблям, у высоких — короче; влагалища их гладкие, язычок удлинённый, кверху суженный, 5—10, у верхних листьев до 15 мм длиной.
Метёлка многоколосковая, длинная и узкая, с почти мутовчато расположенными первичными шероховатыми ветвями, 15—45 см длиной и 3—6 см шириной. Колосковые чешуйки плёнчатые, беловатые или в нижней половине более или менее тёмно-фиолетовые, эллиптически-ланцетовидные, коротко-заострённые, с 3 жилками, из них верхняя чешуйка на ¼—⅕ длиннее нижней, 5—6 мм длиной и около 1,5 мм шириной. Цветоножка очень короткая (около ⅓ мм длиной), снизу косо срезанная и тупая. Прицветные чешуйки почти равны колосковым, не жёсткие, почти перепончатые; из них наружная 5-нервная, на всей поверхности, до верха, покрытая тонкими и довольно длинными (около 1 мм) волосками, на верхушке двузубчатая и между зубчиками продолженная в ость; зубчики 0,5—1 мм длиной, ость почти вдвое длиннее чешуйки — 6—10 мм длиной, не коленчатая, но в нижней части обыкновенно слегка изогнутая, усаженная очень мелкими едва заметными шипиками. Цветковые плёнки маленькие и очень тонкие. Пыльники на верхушке с пучком очень коротких волосков. Зерновка буроватая, овально-цилиндрическая, около 3 мм длиной и ¾ мм шириной. Цветение в июне—августе.

## Распространение и экология
Юг и восток Европейской части России, Западная и Восточная Сибирь, Западная Азия (Иран), Средняя, Центральная и Восточная Азия. Растёт в степной области, преимущественно в южных её частях (в безлесной лугово-степной зоне и ковыльно-кипцовой подзоне лесостепной зоны), в полупустынях, по солонцам и солонцеватым каштановым почвам, также на галечниках, щебнистых и каменистых склонах гор.

## Синонимы
- Achnatherum splendens (Trin.) Nevski (1937) — Чий блестящий, или Ахнатерум блестящий
- Agrostis longiaristata Kunth (1833)
- Aira gigantea Schrenk ex Griseb. (1853)
- Aristella longiflora Regel (1880)
- Lasiagrostis moldavii Pénzes (1970)
- Lasiagrostis splendens (Trin.) Kunth (1829)
- Stipa altaica Trin. (1829)
- Stipa kokonorica K.S.Hao (1938)
- Stipa schlagintweitii Mez (1921)
- Stipa splendens Trin. (1821)basionym — Ковыль блестящий, или Ковыль-Чий
- Stipa splendens var. gracilis Bor (1960)